# Palacio de Chehel Sotún
El palacio de Chehel Sotún (también Chihil Sutun o Chehel Sotoon; en persa: چهل‌ستون‎, literalmente "Cuarenta Columnas") es un pabellón situado en uno de los extremos de un largo estanque de uno de los parques de la ciudad de Isfahán, en Irán. Fue construido por el Sah Abbas II para su esparcimiento y para sus audiencias, dado que en este palacio tanto él como sus sucesores recibieron a dignatarios y embajadores, sobre todo en la espléndida sala de audiencias.
El 27 de junio de 2011, Chehel Sotún y otros jardines representativos de Irán fueron inscritos en la lista de Patrimonio de la Humanidad bajo la denominación común de El jardín persa.

## Historia

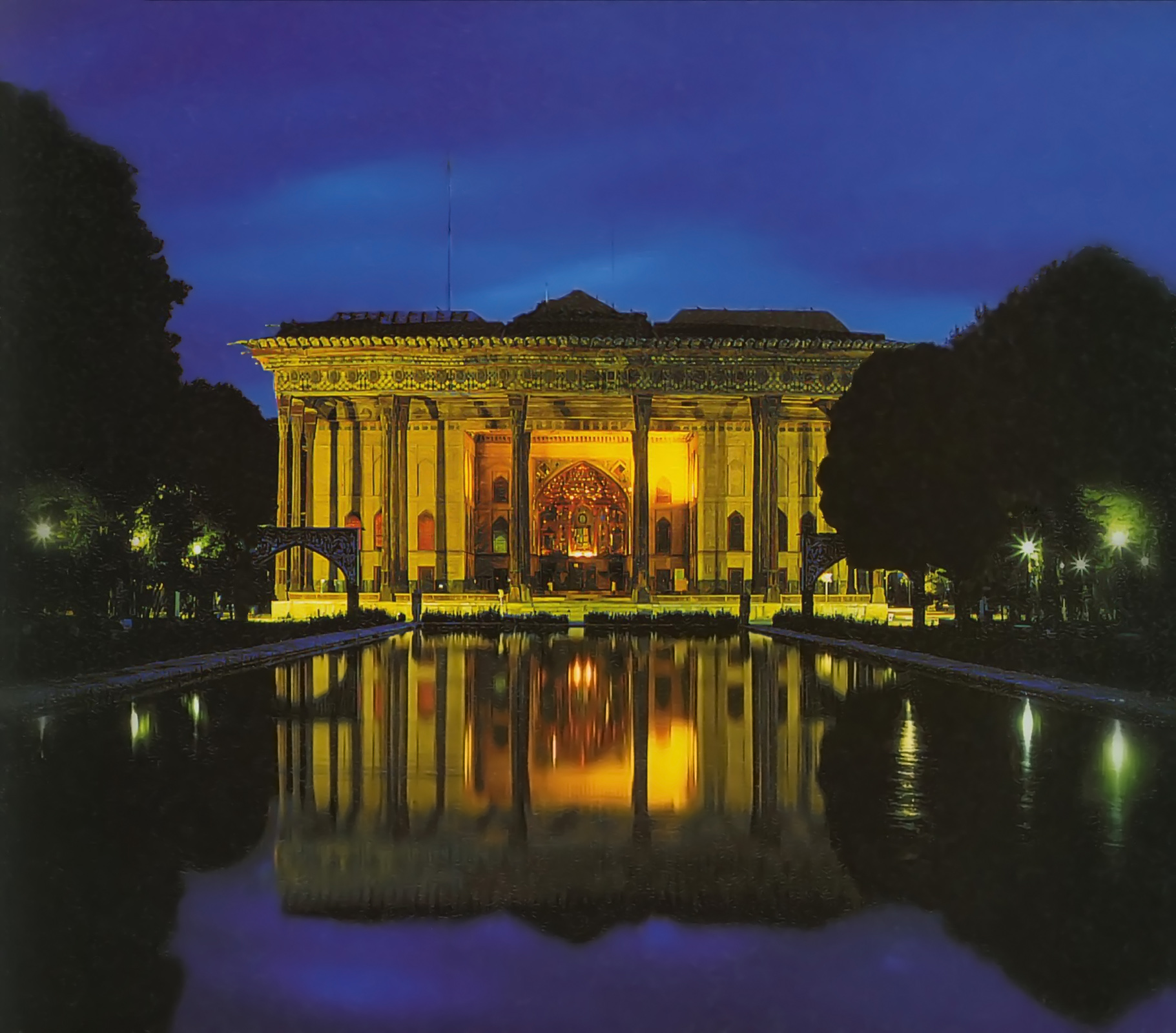
El palacio por la noche.

El edificio, que mide 57,80 x 37 m. y cuya datación ha sido muy discutida, fue sin duda erigido durante el reinado de Sah Abbas II y redecorado con posterioridad en la década de 1870. Según un poema inscrito sobre el palacio y otro de Muhammad Ali Sahib Tabrizi, habría sido creado en 1647-1648 y, aunque algunos investigadores creen que el edificio fue construido en varias etapas, la gran mayoría piensa que fue construido de una sola vez, lo que se considera más coherente. Los planos del jardín datan seguramente del reinado de Sah Abbas I, al que Kaempfer atribuyó también el dibujo de los planos de Chāhār bāq.
El descubrimiento de dos inscripciones en 1957 y 1964 ayudó a aclarar en buena medida la historia del palacio. Fue terminado por el Sah Abbas II en 1647 y se llevaron a cabo reparaciones tras un incendio en 1706, durante el reinado del Sah Soltan Hussein. Con el paso del tiempo se han descrito gran cantidad de ceremonias en Chehel Sotún, como varias coronaciones y otros actos relatados por Jean-Baptiste Tavernier entre otros. En tiempos de la dinastía kayar, el palacio sirvió durante algún tiempo como taller para los fabricantes de tiendas del príncipe Zell-e Soltān (1881). Diez años más tarde el palacio recuperó su función original y fue el lugar elegido por el príncipe para que tuvieran lugar en él sus audiencias diarias.

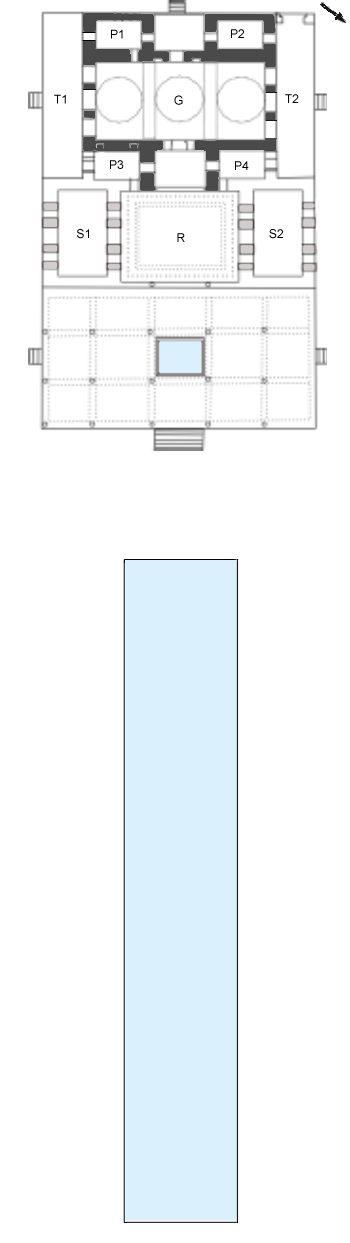
Plano del palacio con el estanque hacia el que está dirigido el frente.

## Arquitectura
Al contrario que los otomanos, cuya arquitectura se centraba en la majestuosidad, la arquitectura safávida se consideraba más sutil. El palacio está situado en medio de un jardín que medía originalmente 7 hectáreas, situado entre la meydān-e shāh (plaza de Naghsh-i Jahan) y el chāhār bāgh. Hacia el este se extiende un estanque largo y estrecho con forma rectangular (115 x 16 metros aprox.) en el cual se refleja el edificio. Las cuatro estatuas de niñas y leones que adornan actualmente sus laterales estaban originalmente en otro palacio a comienzos del siglo XIX, el Khalvat-e Sar Pushide, desaparecido hoy en día. Según la descripción de Kaempfer, existió en algún momento otro estanque en el lado oeste con lo que el edificio y el jardín formaban una unidad continua de un extremo al otro.
La parte central del palacio es una gran sala de audiencias abierta (G) que comunica con otras estancias a través de tres pequeñas puertas y delimitada en sus esquinas por cuatro pequeñas habitaciones  (P1, P2, P3 y P4). Está cubierta por tres cúpulas poco profundas entre dos bóvedas transversales que recuerdan a la estructura de los palacios sasánidas (como el de Firuzabad) y que contrasta con el talār, que recuerda a la arquitectura aqueménida. Cuenta también con un gran iwan que se abre al exterior (entre P1 y P2) y dos pórticos laterales (T1 y T2) al norte y al sur. Un segundo iwan, interno (entre P3 y P4), lleva hasta un porche dividido en tres partes que da a un vasto talār (porche con columnas) al este y que presenta un pequeño estanque en el centro.

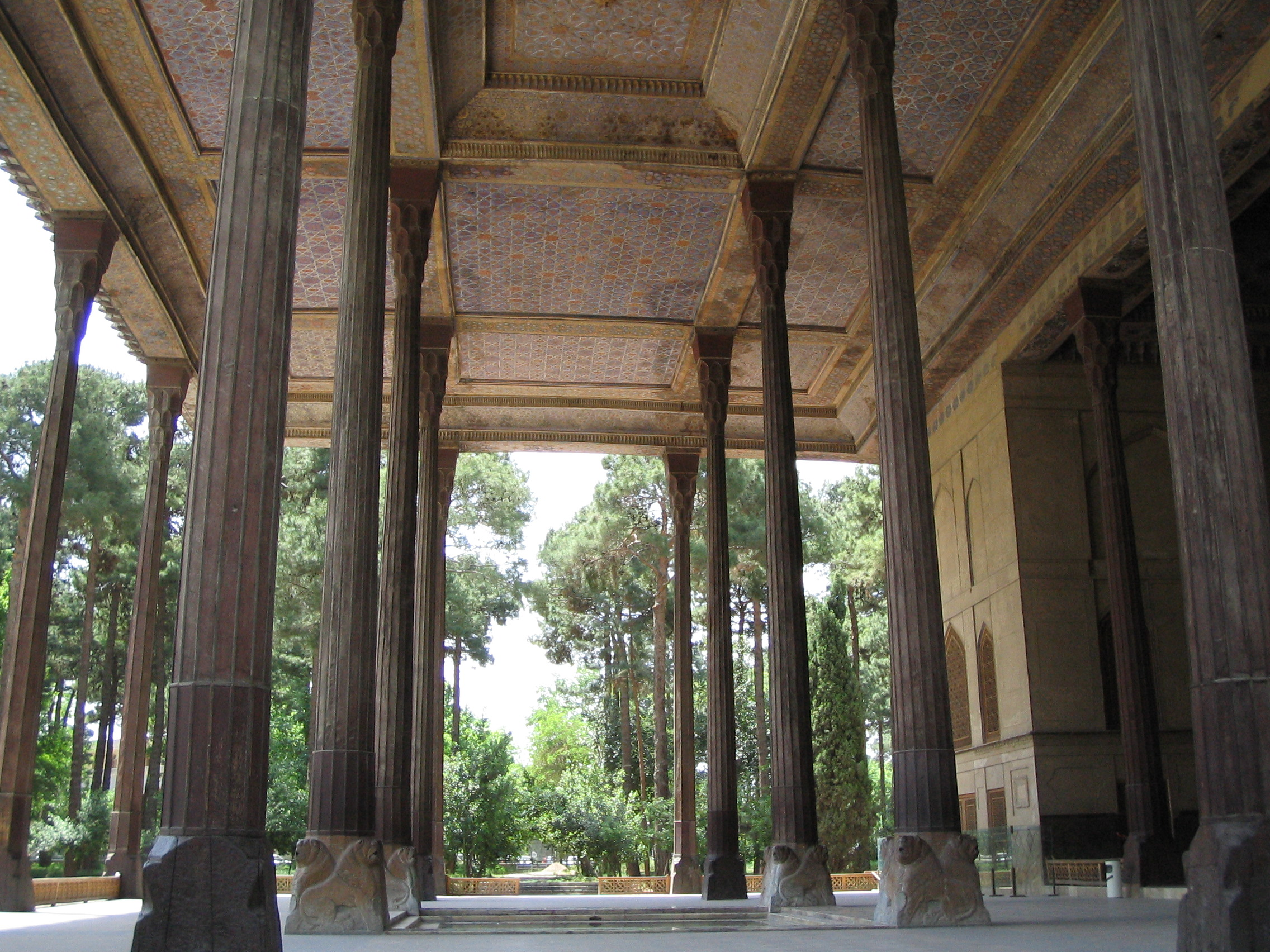
Vista del talār que permite observar los leones esculpidos en la base de las columnas que rodean el estanque.

El talār está compuesto por 18 columnas octogonales de 13,05 m de altura. Recuerda mucho al de Ali Qapu, atribuido a Sah Abbas el Grande, y más lejanamente a la arquitectura aqueménida con sus columnas de madera y su techo plano. Chardin describió las columnas en el siglo XVII como "torneadas y doradas". Las columnas descansan sobre bases de piedra y están rematados en capiteles decorados con mucarnas. Cuatro de las columnas, las que rodean el estanque central, tienen leones esculpidos en sus bases de piedra. Tras la restauración de 1706 las columnas fueron decoradas con pequeños trozos de espejos. Dos columnas adicionales separan el talār de la estancia adyacente donde se observa el emplazamiento realzado y apartado para un trono. Kaempfer, un viajero de principios del siglo XVIII, describió las tres secciones del palacio: la más baja, la del talar, para los invitados del sah; la segunda para las personas importantes del reino, con sus asientos para comer y un segundo estanque; y el tercero, el palacio en sí, con un iwan que contiene la plataforma del trono y que está rodeado de nichos abovedados. Los muros están cubiertos de mármol solo hasta la mitad, que está pintada en dorado, mientras la parte alta está cubierta de cuadrados de cristal de diferentes colores.
El edificio cuenta en total con 20 columnas, que parecen 40 cuando se reflejan en el gran estanque si se mira hacia el palacio, lo que le dio su nombre: Chehel Sotún significa "Cuarenta Columnas".
|                                                         |
| Estanque del talār y hueco destinado a acoger el trono. |

|                                                                       |
| Pórtico con columnas de madera en un lateral de la sala de banquetes. |

|                                      |
| Frente del palacio con sus columnas. |

## Decoración
La sala de audiencias o sala de banquetes está profusamente decorada con estuco en relieve y con un techo pintado con motivos ornamentales. Los colores dominantes son el azul marino, el azul cobalto, el rojo escarlata, el verde esmeralda y el oro. Según los defensores de la construcción en diferentes etapas sería posible que este techo datase de la época de Sah Abbas I, al contrario que las pinturas de los muros que datarían de un lado, del reinado de Sah Abbas II y del otro, del periodo kayar.

### Pinturas murales

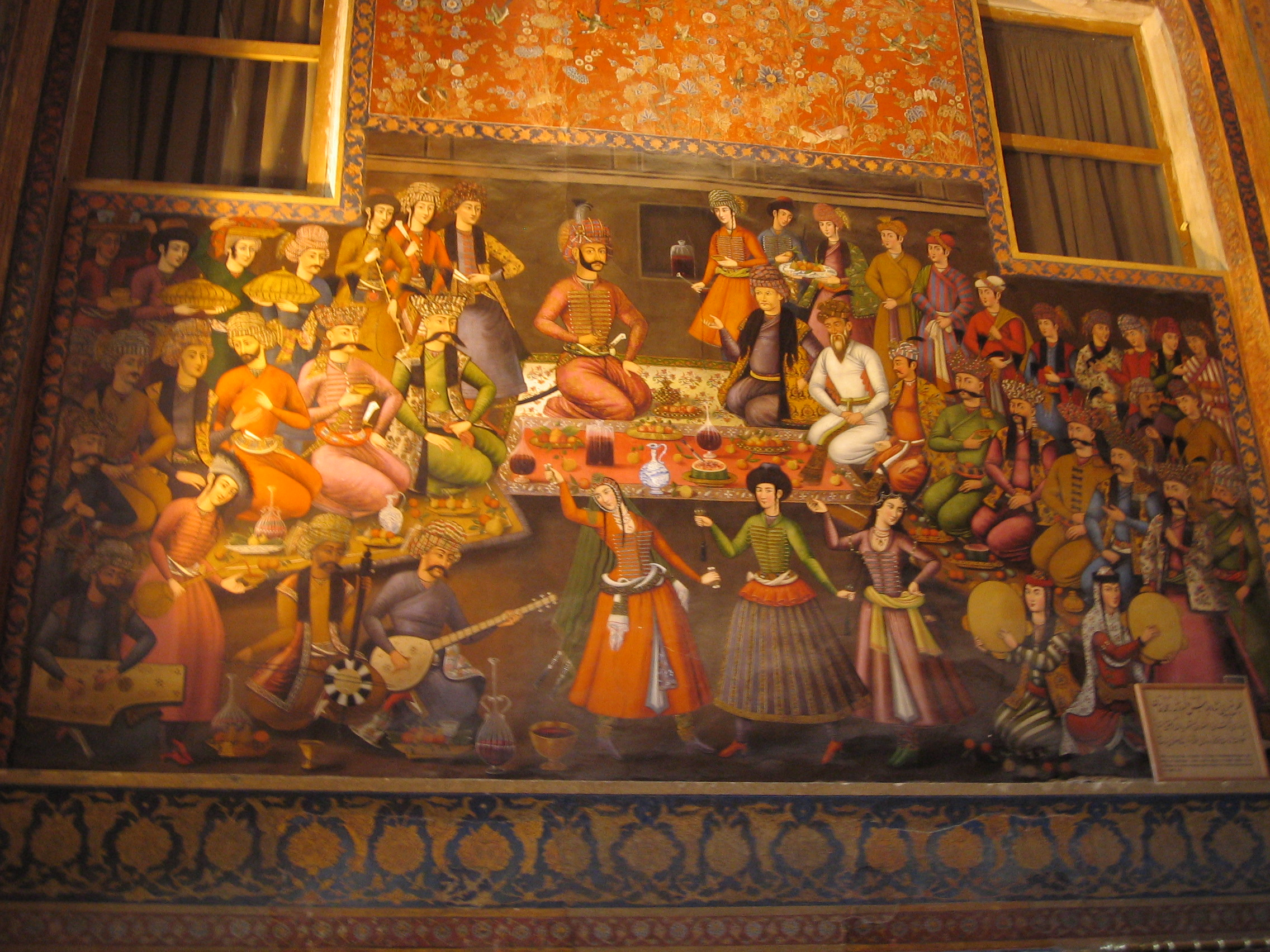
Fresco de la sala de banquetes: Sah Abbas I recibe a Vali Nadr Muhammad Khan. Se encuentra en uno de los nichos de la zona alta.

Chehel Sotún está decorado con grandes pinturas históricas que exaltan la magnanimidad o el valor guerrero de los diferentes grandes soberanos de la dinastía safávida.
Los murales de la sala de los banquetes (G) de Chehel Sotún están divididos en tres zonas. La más baja llega desde el suelo a la altura de los ojos. La zona principal está justo encima y la tercera está en la parte superior. Las pinturas más sobresalientes son las pintadas en los nichos de la zona superior: una escena de batalla de Sah Ismail I, otra en la que el sultán mogol Humayun es recibido por Sah Tahmasp I y otra en la que es Sah Abbas I el que recibe a Vali Nadr Muhammad Khan, soberano del Kanato de Bujará entre 1605 y 1608. En la última encontramos una evocación de la toma de Kandahar por Sah Abbas II, que debió ser tardía pues la ciudad había caído en 1649. Esta pintura es la única que no muestra ninguna influencia europea. En las otras dicha influencia es visible en la perspectiva utilizada, en los paisajes enmarcados y en los rasgos de los personajes. Las pinturas ocupan menos de la mitad de los nichos en los que están situadas; el resto lo coupan motivos ornamentales o paisajes con animales.
En los muros este y oeste los nichos superiores están ocupados por completo por dos pinturas murales de época kayar: la victoria de Nadir Sah sobre el emperador mogol Muhammad Sah al este y el enfrentamiento de Sah Ismail contra los otomanos en la batalla de Chaldiran. Una banda decorativa separa la pintura de la zona situada encima, que está ocupada por escenas mucho más pequeñas y con pocos personajes.
Al igual que Ali Qapu, el palacio contiene muchos frescos y pinturas en cerámica. Muchos de estos paneles de cerámica fueron diseminados y hoy en día están en posesión de algunos de los más importantes museos occidentales. Representan escenas históricas específicas tales como una recepción de un rey uzbeko en 1646, cuando el palacio acababa de ser terminado; la bienvenida dispensada al emperador mogol, Humayun, que se refugió en Irán en 1544; la batalla de Taher-Abad en 1510, donde el sah safávida Ismaíl I derrotó y mató al jan uzbeko. Una pintura más reciente muestra la victoria de Nadir Sah contra el ejército indio en Karnal, en 1739. Hay aún más composiciones de este tipo, de menor valor histórico pero algunas de ellas de incluso mayor valor estético, realizadas a modo de miniaturas tradicionales que celebran la alegría de la vida y del amor.

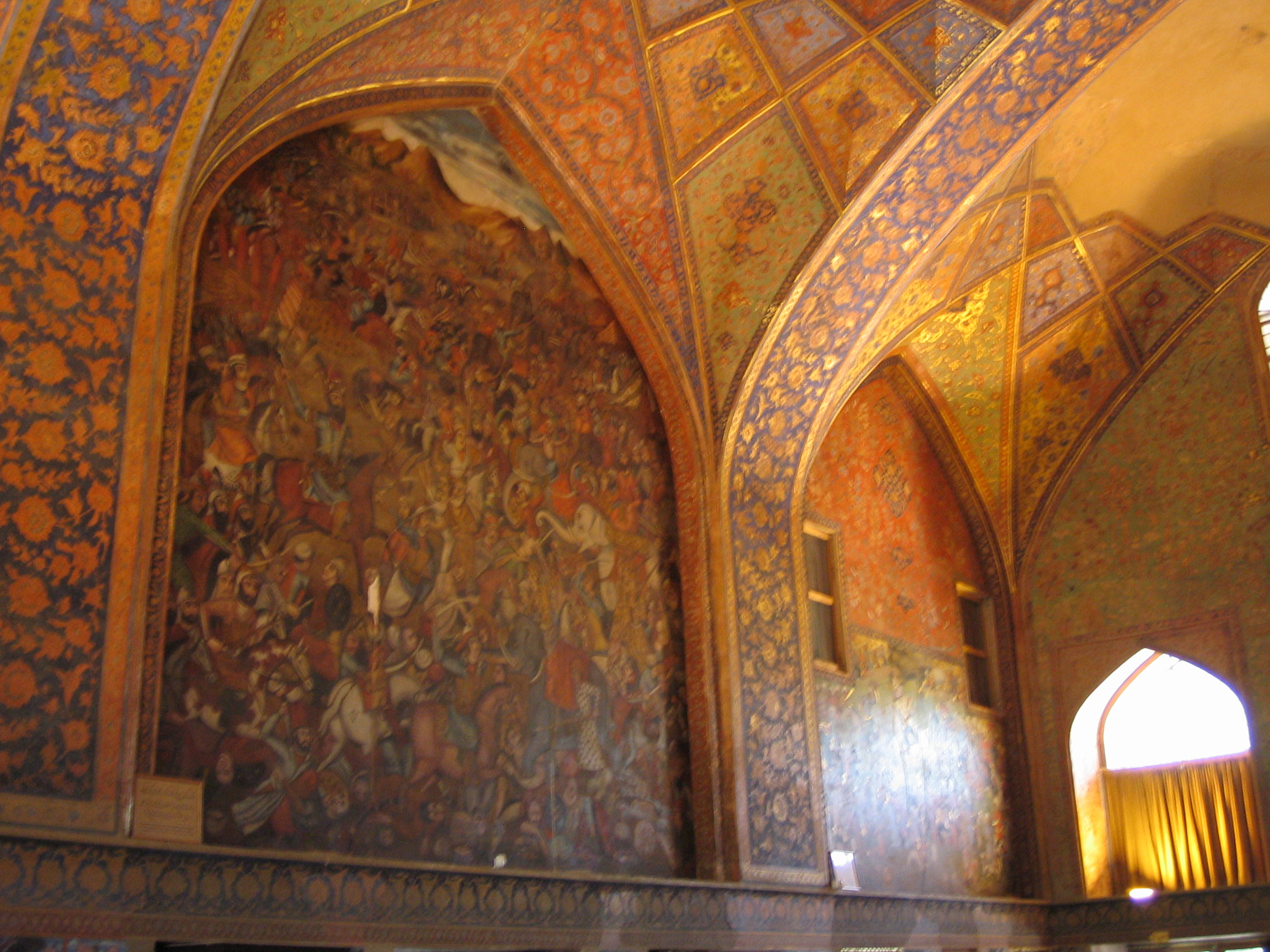
Pinturas murales de la sala de banquetes.

Algunos ejemplos de estas últimas son las halladas en el transcurso de las restauraciones llevadas a cabo con el apoyo del Instituto Italiano para el Medio y Lejano Oriente, en las que se descubrieron murales de gran calidad en las pequeñas habitaciones contiguas que habían sido cubiertos de cal durante la época kayar. Solo dos de estos nichos estaban decorados con paisajes con aves y venados mientras que el resto de los muros estaban cubiertos de composiciones más o menos grandes. Los colores y la composición de las obras recuerdan a la pintura de esa época, especialmente a la de Reza Abbasi. En la habitación P3 se encuentran representaciones de Yusuf y Zuleika y de Cosroes y Shirin, composiciones poéticas clásicas de los escritores persas.
En las salas secundarias (P) se encuentran igualmente numerosas escenas de amor galante con sus personajes de pie (dichas escenas de amor sufrieron importantes degradaciones o borrados durante el desarrollo de la revolución islámica). Son fácilmente reconocibles en la decoración las influencias occidentales (paisajes abiertos, similitudes con elementos de los barrios armenios) e indias (caballos teñidos con henna, iwans cubiertos de espejos).
Grandes pinturas, parecidas a las de Ali Qapu, cubren igualmente los dos pórticos con columnas de madera que flanquean la sala de banquetes. Altas ventanas abren al exterior la sala por encima de estos pórticos.

## Galería
|                                     |
| Fachada en forma de colmena dorada. |

|                       |
| Fresco en el palacio. |

|                                                                                                   |
| Detalle de joven persa sirviendo vino durante el periodo safávida, sala de banquetes del palacio. |